# Russell Poole
Russell Poole, detto Russ (La Mirada, 29 novembre 1956 – Los Angeles, 19 agosto 2015), è stato un investigatore statunitense noto per aver indagato sulla morte del rapper afroamericano The Notorious B.I.G., ucciso in un agguato il 9 marzo 1997, e sull'omicidio dell'agente LAPD Kevin Gaines da parte del collega Frank Lyga.
È morto a Los Angeles il 19 agosto 2015 a 58 anni, a causa di un attacco di cuore alla centrale di polizia di Monterey.

## Indagini nello scandalo Rampart

### Omicidio di Notorious B.I.G.
Dopo mesi di indagini e raccolta di prove sostanziali, Poole accusò l'agente di polizia David Mack e il suo amico Amir Muhammad di complicità nella morte di Notorious B.I.G., in accordo con altri colleghi appartenenti alle forze dell'ordine di Los Angeles e del produttore discografico Marion "Suge" Knight, proprietario della Death Row Records.

### Dimissioni
A seguito delle indagini che si facevano sempre più approfondite, Poole fu contattato dal capo del Los Angeles Police Department, Bernard Parks, il quale gli ordinò di fermare le indagini in corso sull'agente David Mack, già arrestato e sotto processo per una rapina in banca nel dicembre 1997. Disgustato dall'atteggiamento negligente e continuamente corrotto della polizia losangelina, Poole, si dimise dal suo ruolo alla fine del 1999. Nonostante la scelta volontaria, Poole era rimasto sconvolto da tutto ciò, e tentò persino di suicidarsi fino a che i suoi familiari gli vennero incontro facendolo tornare alla ragione.
In seguito presenterà una querela contro la polizia di Los Angeles per violazione del Primo Emendamento circa la negazione di mostrare al pubblico le informazioni da lui ricavate nelle indagini dei suoi casi. Comunque, ha continuato personalmente a investigare sulla morte di Notorious B.I.G, pubblicando un libro nel quale tratta la propria teoria secondo cui dietro la sua uccisione e quella di Tupac Shakur sarebbero stati coinvolti il produttore musicale Suge Knight, settori deviati del LAPD e bande di strada.

## Nei media
Nel 2018 esce il film City of Lies - L'ora della verità, diretto da Brad Furman, che vede Poole protagonista, il quale è interpretato da Johnny Depp.
Su Netflix inoltre la storia è raccontata nella miniserie Unsolved, Poole qui è interpretato da Jimmi Simpson.